# Hans Oesterlink
Hans Oesterlink (* 14. Mai 1882 in Breslau; † 25. Dezember 1972 in Köln) war ein deutscher Bankier.
Oesterlink war Sohn eines Architekten. Er studierte Jura und war Kriegsteilnehmer im Ersten Weltkrieg.
Vor 1933 war Oesterlink Mitglied der Deutschnationalen Volkspartei.
Er war ab 1934 Mitglied des Aufsichtsrats der Deutschen Bank und ab 1942 bis 1945 stellvertretender Vorsitzender dieses Gremiums. Nach 1945 wurde er interniert und im „Zivilen Internierungslager Nr. 91“ befragt.
Bei der so genannten Ausgründungsversammlung am 25. September 1952, bei der die Deutsche Bank AG in die drei regionalen Nachfolgeinstitute Norddeutsche Bank AG, Rheinisch-Westfälische Bank AG und Süddeutsche Bank AG entflochten wurde, war Hans Oesterlink Leiter dieser Versammlung.
1953 wurde er stellvertretender Vorsitzender des Aufsichtsrats der Rheinisch-Westfälischen Bank AG und war dies bis 1957.
Außerdem war Hans Oesterlink Vorstands- und Aufsichtsratsmitglied der Centralbodenkredit-Bank (1921–1957 Vorstand, 1957 bis 1966 Aufsichtsrat) und Vorstand des Direktoriums der Gemeinschaftsgruppe Deutscher Hypothekenbanken.

## Ehrungen
- 1955: Großes Verdienstkreuz der Bundesrepublik Deutschland